# 952
Portal Geschichte | Portal Biografien | Aktuelle Ereignisse | Jahreskalender | Tagesartikel

◄ |
9. Jahrhundert |
10. Jahrhundert
| 11. Jahrhundert | ►

◄ |
920er |
930er |
940er |
950er
| 960er | 970er | 980er | ►

◄◄ |
◄ |
948 |
949 |
950 |
951 |
952
| 953 | 954 | 955 | 956 | ► | ►►
Staatsoberhäupter  · Nekrolog
| Januar | Januar | Januar | Januar | Januar | Januar | Januar | Januar |
| Kw     | Mo     | Di     | Mi     | Do     | Fr     | Sa     | So     |
| ------ | ------ | ------ | ------ | ------ | ------ | ------ | ------ |
| 1      |        |        |        | 1      | 2      | 3      | 4      |
| 2      | 5      | 6      | 7      | 8      | 9      | 10     | 11     |
| 3      | 12     | 13     | 14     | 15     | 16     | 17     | 18     |
| 4      | 19     | 20     | 21     | 22     | 23     | 24     | 25     |
| 5      | 26     | 27     | 28     | 29     | 30     | 31     |        |

| Februar | Februar | Februar | Februar | Februar | Februar | Februar | Februar |
| Kw      | Mo      | Di      | Mi      | Do      | Fr      | Sa      | So      |
| ------- | ------- | ------- | ------- | ------- | ------- | ------- | ------- |
| 5       |         |         |         |         |         |         | 1       |
| 6       | 2       | 3       | 4       | 5       | 6       | 7       | 8       |
| 7       | 9       | 10      | 11      | 12      | 13      | 14      | 15      |
| 8       | 16      | 17      | 18      | 19      | 20      | 21      | 22      |
| 9       | 23      | 24      | 25      | 26      | 27      | 28      | 29      |

| März | März | März | März | März | März | März | März |
| Kw   | Mo   | Di   | Mi   | Do   | Fr   | Sa   | So   |
| ---- | ---- | ---- | ---- | ---- | ---- | ---- | ---- |
| 10   | 1    | 2    | 3    | 4    | 5    | 6    | 7    |
| 11   | 8    | 9    | 10   | 11   | 12   | 13   | 14   |
| 12   | 15   | 16   | 17   | 18   | 19   | 20   | 21   |
| 13   | 22   | 23   | 24   | 25   | 26   | 27   | 28   |
| 14   | 29   | 30   | 31   |      |      |      |      |

| April | April | April | April | April | April | April | April |
| Kw    | Mo    | Di    | Mi    | Do    | Fr    | Sa    | So    |
| ----- | ----- | ----- | ----- | ----- | ----- | ----- | ----- |
| 14    |       |       |       | 1     | 2     | 3     | 4     |
| 15    | 5     | 6     | 7     | 8     | 9     | 10    | 11    |
| 16    | 12    | 13    | 14    | 15    | 16    | 17    | 18    |
| 17    | 19    | 20    | 21    | 22    | 23    | 24    | 25    |
| 18    | 26    | 27    | 28    | 29    | 30    |       |       |

| Mai | Mai | Mai | Mai | Mai | Mai | Mai | Mai |
| Kw  | Mo  | Di  | Mi  | Do  | Fr  | Sa  | So  |
| --- | --- | --- | --- | --- | --- | --- | --- |
| 18  |     |     |     |     |     | 1   | 2   |
| 19  | 3   | 4   | 5   | 6   | 7   | 8   | 9   |
| 20  | 10  | 11  | 12  | 13  | 14  | 15  | 16  |
| 21  | 17  | 18  | 19  | 20  | 21  | 22  | 23  |
| 22  | 24  | 25  | 26  | 27  | 28  | 29  | 30  |
| 23  | 31  |     |     |     |     |     |     |

| Juni | Juni | Juni | Juni | Juni | Juni | Juni | Juni |
| Kw   | Mo   | Di   | Mi   | Do   | Fr   | Sa   | So   |
| ---- | ---- | ---- | ---- | ---- | ---- | ---- | ---- |
| 23   |      | 1    | 2    | 3    | 4    | 5    | 6    |
| 24   | 7    | 8    | 9    | 10   | 11   | 12   | 13   |
| 25   | 14   | 15   | 16   | 17   | 18   | 19   | 20   |
| 26   | 21   | 22   | 23   | 24   | 25   | 26   | 27   |
| 27   | 28   | 29   | 30   |      |      |      |      |

| Juli | Juli | Juli | Juli | Juli | Juli | Juli | Juli |
| Kw   | Mo   | Di   | Mi   | Do   | Fr   | Sa   | So   |
| ---- | ---- | ---- | ---- | ---- | ---- | ---- | ---- |
| 27   |      |      |      | 1    | 2    | 3    | 4    |
| 28   | 5    | 6    | 7    | 8    | 9    | 10   | 11   |
| 29   | 12   | 13   | 14   | 15   | 16   | 17   | 18   |
| 30   | 19   | 20   | 21   | 22   | 23   | 24   | 25   |
| 31   | 26   | 27   | 28   | 29   | 30   | 31   |      |

| August | August | August | August | August | August | August | August |
| Kw     | Mo     | Di     | Mi     | Do     | Fr     | Sa     | So     |
| ------ | ------ | ------ | ------ | ------ | ------ | ------ | ------ |
| 31     |        |        |        |        |        |        | 1      |
| 32     | 2      | 3      | 4      | 5      | 6      | 7      | 8      |
| 33     | 9      | 10     | 11     | 12     | 13     | 14     | 15     |
| 34     | 16     | 17     | 18     | 19     | 20     | 21     | 22     |
| 35     | 23     | 24     | 25     | 26     | 27     | 28     | 29     |
| 36     | 30     | 31     |        |        |        |        |        |

| September | September | September | September | September | September | September | September |
| Kw        | Mo        | Di        | Mi        | Do        | Fr        | Sa        | So        |
| --------- | --------- | --------- | --------- | --------- | --------- | --------- | --------- |
| 36        |           |           | 1         | 2         | 3         | 4         | 5         |
| 37        | 6         | 7         | 8         | 9         | 10        | 11        | 12        |
| 38        | 13        | 14        | 15        | 16        | 17        | 18        | 19        |
| 39        | 20        | 21        | 22        | 23        | 24        | 25        | 26        |
| 40        | 27        | 28        | 29        | 30        |           |           |           |

| Oktober | Oktober | Oktober | Oktober | Oktober | Oktober | Oktober | Oktober |
| Kw      | Mo      | Di      | Mi      | Do      | Fr      | Sa      | So      |
| ------- | ------- | ------- | ------- | ------- | ------- | ------- | ------- |
| 40      |         |         |         |         | 1       | 2       | 3       |
| 41      | 4       | 5       | 6       | 7       | 8       | 9       | 10      |
| 42      | 11      | 12      | 13      | 14      | 15      | 16      | 17      |
| 43      | 18      | 19      | 20      | 21      | 22      | 23      | 24      |
| 44      | 25      | 26      | 27      | 28      | 29      | 30      | 31      |

| November | November | November | November | November | November | November | November |
| Kw       | Mo       | Di       | Mi       | Do       | Fr       | Sa       | So       |
| -------- | -------- | -------- | -------- | -------- | -------- | -------- | -------- |
| 45       | 1        | 2        | 3        | 4        | 5        | 6        | 7        |
| 46       | 8        | 9        | 10       | 11       | 12       | 13       | 14       |
| 47       | 15       | 16       | 17       | 18       | 19       | 20       | 21       |
| 48       | 22       | 23       | 24       | 25       | 26       | 27       | 28       |
| 49       | 29       | 30       |          |          |          |          |          |

| Dezember | Dezember | Dezember | Dezember | Dezember | Dezember | Dezember | Dezember |
| Kw       | Mo       | Di       | Mi       | Do       | Fr       | Sa       | So       |
| -------- | -------- | -------- | -------- | -------- | -------- | -------- | -------- |
| 49       |          |          | 1        | 2        | 3        | 4        | 5        |
| 50       | 6        | 7        | 8        | 9        | 10       | 11       | 12       |
| 51       | 13       | 14       | 15       | 16       | 17       | 18       | 19       |
| 52       | 20       | 21       | 22       | 23       | 24       | 25       | 26       |
| 53       | 27       | 28       | 29       | 30       | 31       |          |          |

| Januar | Januar | Januar | Januar | Januar | Januar | Januar | Januar |
| Kw     | Mo     | Di     | Mi     | Do     | Fr     | Sa     | So     |
| ------ | ------ | ------ | ------ | ------ | ------ | ------ | ------ |
| 1      |        |        |        | 1      | 2      | 3      | 4      |
| 2      | 5      | 6      | 7      | 8      | 9      | 10     | 11     |
| 3      | 12     | 13     | 14     | 15     | 16     | 17     | 18     |
| 4      | 19     | 20     | 21     | 22     | 23     | 24     | 25     |
| 5      | 26     | 27     | 28     | 29     | 30     | 31     |        |

| Februar | Februar | Februar | Februar | Februar | Februar | Februar | Februar |
| Kw      | Mo      | Di      | Mi      | Do      | Fr      | Sa      | So      |
| ------- | ------- | ------- | ------- | ------- | ------- | ------- | ------- |
| 5       |         |         |         |         |         |         | 1       |
| 6       | 2       | 3       | 4       | 5       | 6       | 7       | 8       |
| 7       | 9       | 10      | 11      | 12      | 13      | 14      | 15      |
| 8       | 16      | 17      | 18      | 19      | 20      | 21      | 22      |
| 9       | 23      | 24      | 25      | 26      | 27      | 28      | 29      |

| März | März | März | März | März | März | März | März |
| Kw   | Mo   | Di   | Mi   | Do   | Fr   | Sa   | So   |
| ---- | ---- | ---- | ---- | ---- | ---- | ---- | ---- |
| 10   | 1    | 2    | 3    | 4    | 5    | 6    | 7    |
| 11   | 8    | 9    | 10   | 11   | 12   | 13   | 14   |
| 12   | 15   | 16   | 17   | 18   | 19   | 20   | 21   |
| 13   | 22   | 23   | 24   | 25   | 26   | 27   | 28   |
| 14   | 29   | 30   | 31   |      |      |      |      |

| April | April | April | April | April | April | April | April |
| Kw    | Mo    | Di    | Mi    | Do    | Fr    | Sa    | So    |
| ----- | ----- | ----- | ----- | ----- | ----- | ----- | ----- |
| 14    |       |       |       | 1     | 2     | 3     | 4     |
| 15    | 5     | 6     | 7     | 8     | 9     | 10    | 11    |
| 16    | 12    | 13    | 14    | 15    | 16    | 17    | 18    |
| 17    | 19    | 20    | 21    | 22    | 23    | 24    | 25    |
| 18    | 26    | 27    | 28    | 29    | 30    |       |       |

| Mai | Mai | Mai | Mai | Mai | Mai | Mai | Mai |
| Kw  | Mo  | Di  | Mi  | Do  | Fr  | Sa  | So  |
| --- | --- | --- | --- | --- | --- | --- | --- |
| 18  |     |     |     |     |     | 1   | 2   |
| 19  | 3   | 4   | 5   | 6   | 7   | 8   | 9   |
| 20  | 10  | 11  | 12  | 13  | 14  | 15  | 16  |
| 21  | 17  | 18  | 19  | 20  | 21  | 22  | 23  |
| 22  | 24  | 25  | 26  | 27  | 28  | 29  | 30  |
| 23  | 31  |     |     |     |     |     |     |

| Juni | Juni | Juni | Juni | Juni | Juni | Juni | Juni |
| Kw   | Mo   | Di   | Mi   | Do   | Fr   | Sa   | So   |
| ---- | ---- | ---- | ---- | ---- | ---- | ---- | ---- |
| 23   |      | 1    | 2    | 3    | 4    | 5    | 6    |
| 24   | 7    | 8    | 9    | 10   | 11   | 12   | 13   |
| 25   | 14   | 15   | 16   | 17   | 18   | 19   | 20   |
| 26   | 21   | 22   | 23   | 24   | 25   | 26   | 27   |
| 27   | 28   | 29   | 30   |      |      |      |      |

| Juli | Juli | Juli | Juli | Juli | Juli | Juli | Juli |
| Kw   | Mo   | Di   | Mi   | Do   | Fr   | Sa   | So   |
| ---- | ---- | ---- | ---- | ---- | ---- | ---- | ---- |
| 27   |      |      |      | 1    | 2    | 3    | 4    |
| 28   | 5    | 6    | 7    | 8    | 9    | 10   | 11   |
| 29   | 12   | 13   | 14   | 15   | 16   | 17   | 18   |
| 30   | 19   | 20   | 21   | 22   | 23   | 24   | 25   |
| 31   | 26   | 27   | 28   | 29   | 30   | 31   |      |

| August | August | August | August | August | August | August | August |
| Kw     | Mo     | Di     | Mi     | Do     | Fr     | Sa     | So     |
| ------ | ------ | ------ | ------ | ------ | ------ | ------ | ------ |
| 31     |        |        |        |        |        |        | 1      |
| 32     | 2      | 3      | 4      | 5      | 6      | 7      | 8      |
| 33     | 9      | 10     | 11     | 12     | 13     | 14     | 15     |
| 34     | 16     | 17     | 18     | 19     | 20     | 21     | 22     |
| 35     | 23     | 24     | 25     | 26     | 27     | 28     | 29     |
| 36     | 30     | 31     |        |        |        |        |        |

| September | September | September | September | September | September | September | September |
| Kw        | Mo        | Di        | Mi        | Do        | Fr        | Sa        | So        |
| --------- | --------- | --------- | --------- | --------- | --------- | --------- | --------- |
| 36        |           |           | 1         | 2         | 3         | 4         | 5         |
| 37        | 6         | 7         | 8         | 9         | 10        | 11        | 12        |
| 38        | 13        | 14        | 15        | 16        | 17        | 18        | 19        |
| 39        | 20        | 21        | 22        | 23        | 24        | 25        | 26        |
| 40        | 27        | 28        | 29        | 30        |           |           |           |

| Oktober | Oktober | Oktober | Oktober | Oktober | Oktober | Oktober | Oktober |
| Kw      | Mo      | Di      | Mi      | Do      | Fr      | Sa      | So      |
| ------- | ------- | ------- | ------- | ------- | ------- | ------- | ------- |
| 40      |         |         |         |         | 1       | 2       | 3       |
| 41      | 4       | 5       | 6       | 7       | 8       | 9       | 10      |
| 42      | 11      | 12      | 13      | 14      | 15      | 16      | 17      |
| 43      | 18      | 19      | 20      | 21      | 22      | 23      | 24      |
| 44      | 25      | 26      | 27      | 28      | 29      | 30      | 31      |

| November | November | November | November | November | November | November | November |
| Kw       | Mo       | Di       | Mi       | Do       | Fr       | Sa       | So       |
| -------- | -------- | -------- | -------- | -------- | -------- | -------- | -------- |
| 45       | 1        | 2        | 3        | 4        | 5        | 6        | 7        |
| 46       | 8        | 9        | 10       | 11       | 12       | 13       | 14       |
| 47       | 15       | 16       | 17       | 18       | 19       | 20       | 21       |
| 48       | 22       | 23       | 24       | 25       | 26       | 27       | 28       |
| 49       | 29       | 30       |          |          |          |          |          |

| Dezember | Dezember | Dezember | Dezember | Dezember | Dezember | Dezember | Dezember |
| Kw       | Mo       | Di       | Mi       | Do       | Fr       | Sa       | So       |
| -------- | -------- | -------- | -------- | -------- | -------- | -------- | -------- |
| 49       |          |          | 1        | 2        | 3        | 4        | 5        |
| 50       | 6        | 7        | 8        | 9        | 10       | 11       | 12       |
| 51       | 13       | 14       | 15       | 16       | 17       | 18       | 19       |
| 52       | 20       | 21       | 22       | 23       | 24       | 25       | 26       |
| 53       | 27       | 28       | 29       | 30       | 31       |          |          |

## Ereignisse

### Politik und Weltgeschehen

#### Reichstag zu Augsburg
- Frühjahr: Otto der Große kehrt von seinem Italienzug ins Ostfrankenreich zurück und lässt seinen Sohn Konrad den Roten als Statthalter in Pavia zurück. Dieser überzeugt den im Vorjahr besiegten Berengar II., als Vasall Ottos zum Augsburger Reichstag zu kommen
- 7. August: Otto I. vergibt auf dem Reichstag zu Augsburg das Königreich Italien an Berengar II. als Lehen. Die Markgrafschaft Verona und das Herzogtum Friaul muss dieser allerdings an das Herzogtum Bayern abtreten.
- August: Guntram der Reiche wird auf dem Augsburger Reichstag wegen Treuebruchs verurteilt. Guntrams Besitz im Thurgau, in der Rheinebene, im Elsass und im Breisgau wird eingezogen und dem Königsgut einverleibt. Unmittelbar nach Guntrams Verurteilung vergibt der König Teile der konfiszierten gräflichen Güter im Breisgau an das Kloster Einsiedeln.

#### Urkundliche Ersterwähnungen
- Altrich, Beggendorf, Bous, Brachstedt, Groitsch, Harste, Hattorf am Harz, Helmstedt, Osmünde, Umrathshausen und Wiedenbrück werden erstmals urkundlich erwähnt.

### Wissenschaft und Technik
- Der byzantinische Kaiser Konstantin VII. vollendet das staatstheoretische Werk De Administrando Imperio.

### Kultur und Religion
- Der zweite Mindener Dom, eine dreischiffige, flachgedeckte Basilika, wird fertiggestellt.
- Die Abtei Saint-Vanne bei Verdun wird gegründet.

### Natur und Umwelt
- Anfang August: Während des Reichstages wird der Meteoritenfall Augsburg beobachtet. Die Berichte zu dem Impakt widersprechen einander allerdings, sodass Unklarheiten über den Ort und die Zeit des Ereignisses bleiben.

## Geboren
- um 952: Jaropolk I., Fürst der Kiewer Rus († 980)
- um 952: Romuald, katholischer Heiliger und Ordensgründer der Kamaldulenser († 1027)

## Gestorben
- 6. September: Suzaku, Tennō von Japan (* 923)
- 17. Dezember: Hugo der Schwarze, Herzog von Burgund und Markgraf der Provence
- Alain II., Herzog der Bretonen
- Konstantin II., König von Schottland (* um 874)
- 952/953: Farabert, Bischof von Lüttich und Abt von Prüm und Lobbes